# Wharton (Kumbria)
Wharton – civil parish w Anglii, w Kumbrii, w dystrykcie (unitary authority) Westmorland and Furness. W 2001 civil parish liczyła 31 mieszkańców.